# SC Brasil
Der Sport Club Brasil, in der Regel kurz Brasil genannt, war ein Sportverein, der im am Fuße des Zuckerhutes gelegenen Viertel Urca am Praia Vermelha (Vermelha-Strand, Roter Strand) in der brasilianischen Metropole Rio de Janeiro beheimatet war. Der Verein wurde am 18. November 1912 gegründet und vermutlich gegen Ende der 1930er Jahre aufgelöst. Die Basketballer des SC Brasil wurden 1928 Meister von Rio de Janeiro.

## Fußball
Die Mannschaft von Brasil trat meist ganz in Weiß mit einem horizontalen roten Streifen auf den Trikots an. Auf der Brust befand sich in Rot das Monogramm „S C B.“ Die Heimspiele wurden meist auf dem Platz an der Rua Paysandu im Stadtteil Flamengo ausgetragen.

### Der Sport Club Brasil im Campeonato Carioca

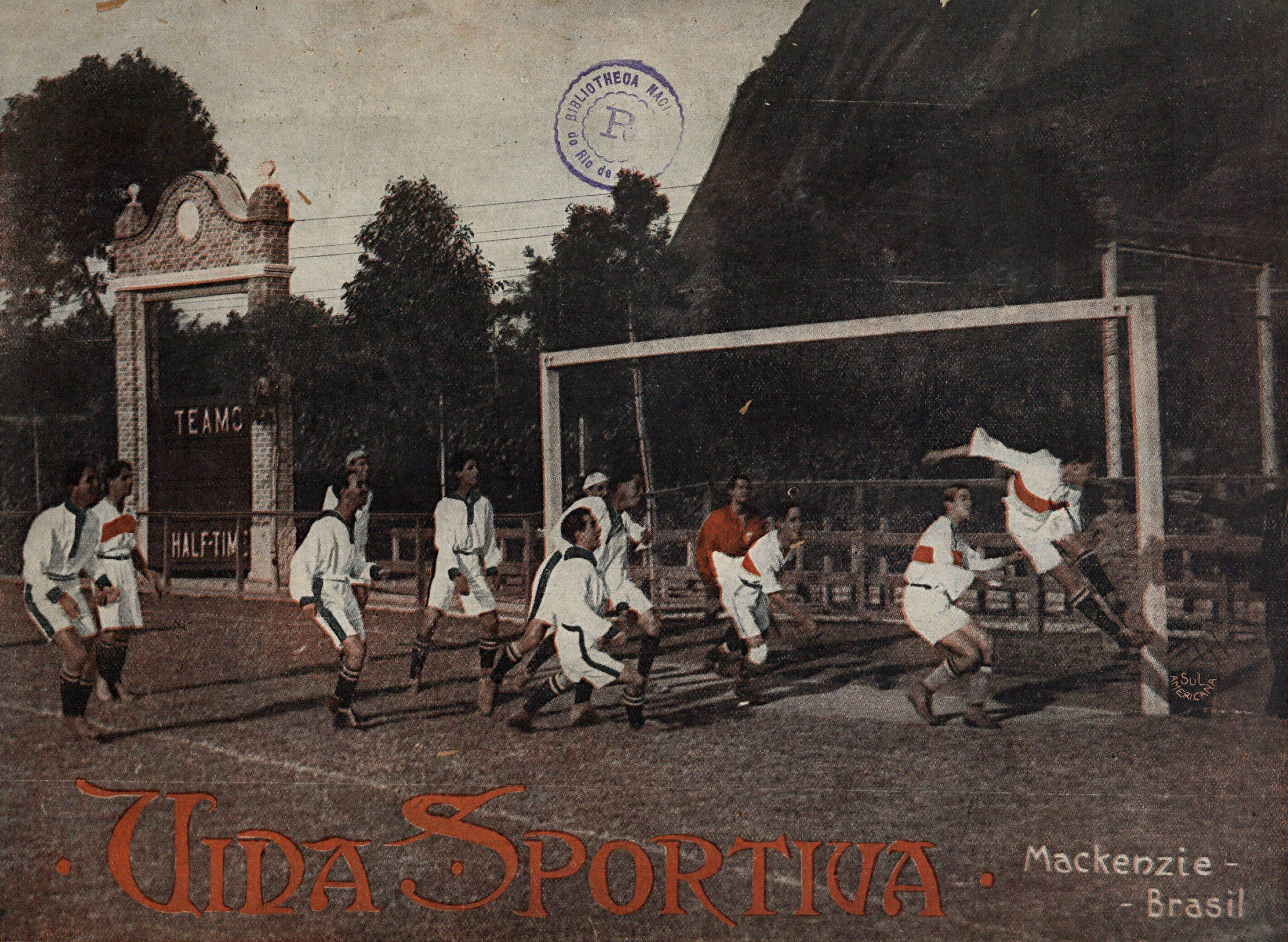
Spielszene SC Brasil gegen SC Mackenzie von 1918

1923 nahm Brasil zum ersten Mal an der Staatsmeisterschaft von Rio teil. In der dritten Spielklasse, der Série C, konnte dabei der fünfte Platz in einem Feld von acht Teilnehmern erreicht werden. In der Folgesaison spaltete sich das Campeonato Carioca in zwei rivalisierende Wettbewerbe auf: das Turnier der Liga Metropolitana de Desportos Terrestres mit Vasco da Gama als prominentester Mannschaft und den Wettbewerb der AMEA, der Associação Metropolitana de Esportes Athleticos, bei welchem Brasil teilnahm. Da bei der AMEA nur acht Vereine teilnahmen, ergab sich, dass Brasil damit erstklassig war.
Sportlich hatte das zur Folge, dass die Mannschaft aus Urca etwas überfordert war und in 14 Spielen nur einen Sieg erreichte und 13 mal verlor. Ebenso vernichtend wie diese Bilanz war das Torverhältnis von 22:64.
In der nächsten Saison wurde das Campeonato Carioca offiziell wiedervereinigt, und zwar unter der Ägide der AMEA, „zum höheren Ruhm des Sportes in Rio“, wie die Zeitung O Imparcial in ihrer Ausgabe vom 11. Oktober 1924 meint. Die meisten Vereine sind aber anderer Auffassung und verbleiben, im Gegensatz zu Vasco, bei der Konkurrenz, die aber dadurch ihr Aushängeschild verlor.
Da die besseren Spieler von Brasil – die Stürmer Vadinho, der im Vorjahr 13 mal traf, und Fragoso, der im Wettbewerb von 1924 zwölfmal das Leder in die Maschen beförderte – schon bald beim renommierten Club Flamengo anzutreffen waren, blieb der Verein der Prügelknabe der Liga.
1927 startete Brasil gleich mit einer 0:11-Rekordniederlage gegen Vasco da Gama in die Saison. Die zweite zweistellige Klatsche folgte 1930 mit einem 1:11 zu Hause gegen Flamengo. Am Ende lautete das Torverhältnis nach 20 Spielen 25:78.
1931 war mit vier Siegen in 20 Spielen und nur 46 Gegentoren eine bessere Saison. Das reichte wieder einmal zum drittletzten Platz. Ein Spieler namens Coelho trug mit zehn Toren zum relativen Erfolg bei.
1933 gab es den höchsten Sieg der Vereinsgeschichte, ein 4:0 gegen den Confiança AC aus dem Norden der Stadt. Das Ergebnis wurde allerdings annulliert, weil mit Waldemar Luiz Bittencourt ein nichtspielberechtigter Mann für Brasil auf dem Platz war. Im weiteren Verlauf der Saison gab es noch einen ansprechenden 8:5-Sieg gegen den Andarahy Athletico Club – beachtenswert umso mehr, als diese ebenfalls aus dem Norden Rios stammende Mannschaft in jenen Jahren gar nicht so schlecht war. 1933 wurden sie Dritter in der Gruppe und standen in der folgenden Saison sogar im Finale der Staatsmeisterschaft, wo allerdings der Botafogo FC mit 2:1 die Oberhand behielt.
Für Brasil war die Saison 1934 recht kurz. Nach nur sechs Spielen kam es nach schweren Auseinandersetzungen mit dem Verband zum eher unfreiwilligen Rückzug vom Wettbewerb. Doch das Jahr 1935 sollte für den Verein noch schlimmer werden. Nachdem die ersten vier Spiele vier Niederlagen mit 3:16 Toren einbrachten, kam es am 5. Spieltag gleich zu einer 0:10-Packung gegen Vasco da Gama. Die sportliche Situation war recht hoffnungslos, und Geld war auch keines mehr vorhanden. Nach diesem fünften Spieltag zogen sich die Kicker vom Fuße des Zuckerhutes vom Wettbewerb zurück und der Club mit dem roten Streifen entschwand schon bald in Obskurität.
Der einzige zählbare Titel der Vereinsgeschichte bleibt die Staatsmeisterschaft der Junioren von 1927.

### Bekannte Spieler
Der prominenteste Spieler der Vereinsgeschichte war wohl der famose „Gummimann“ Leônidas da Silva, der als Erfinder des Fallrückziehers gilt und mit acht Treffern Torschützenkönig der Fußball-Weltmeisterschaft 1938 war. Er war 1935 kurzfristig beim SC Brasil.
Ein weiterer bekannter Spieler war Zezé Moreira, der in den 1950er Jahren Trainer der brasilianischen Nationalmannschaft war und 1976 als Trainer mit Cruzeiro Belo Horizonte die Copa Libertadores gewinnen sollte.
Nilo Murtinho Braga (1903–1975), der mit 15 bereits Erstligafußball spielte und mit Brasilien an der Fußball-Weltmeisterschaft 1930 teilnahm spielte 1922/23 beim Verein.

## Basketball
Die Basketballer des Sport Club Brasil nahmen mindestens noch bis 1937 an der Staatsmeisterschaft von Rio de Janeiro teil. 1928 hatten sie ihren größten Erfolg und gewannen den Titel. Eine nationale brasilianische Meisterschaft fand in jenen Jahren noch nicht statt.